# پل الکساندر سوم

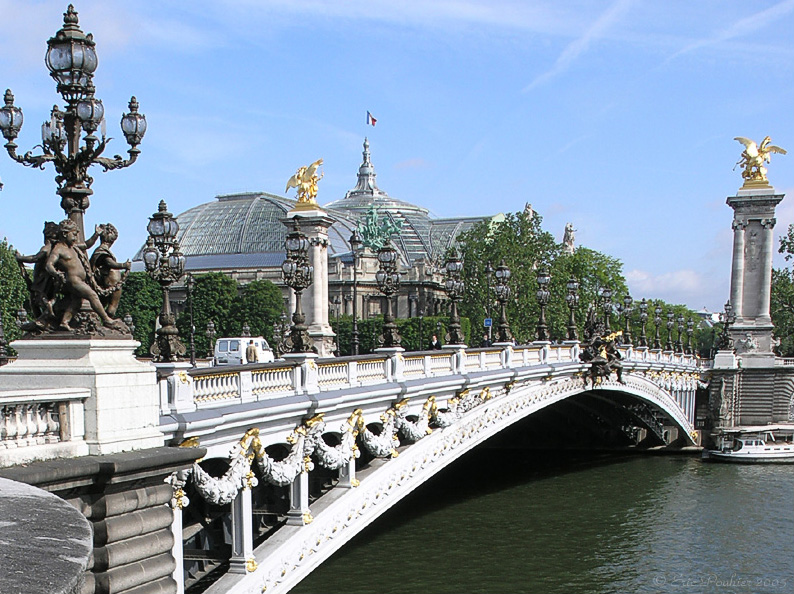
نمایی از پل پونت الکساندر سوم

پل الکساندر سوم (به فرانسوی: Pont Alexandre-III) در شهر پاریس بر روی رودخانه سن می‌باشد که محل اتصال محله‌های شانزلیزه، برج ایفل و لس اینولید است.
این پل به سبک هنرهای نو و با کمک هنر مجسمه‌سازی مابین سال‌های ۱۸۹۶ تا ۱۹۰۰ میلادی ساخته شده‌است. این پل برای اتحاد کشورهای روسیه و فرانسه به نام تزار الکساندر سوم روسیه نام‌گذاری شد. پل پونت الکساندر سوم توسط دو معمار به نام‌های جوسف کاسیان-برنارد و گاستون کوسیان ساخته شده.
از ویژگی‌های این پل نصب ۴ مجسمه برنزی اسب بال‌دار در چهار طرف آن است که بر روی پایه‌هایی با ارتفاع ۱۷ متر قرار گرفته‌اند.

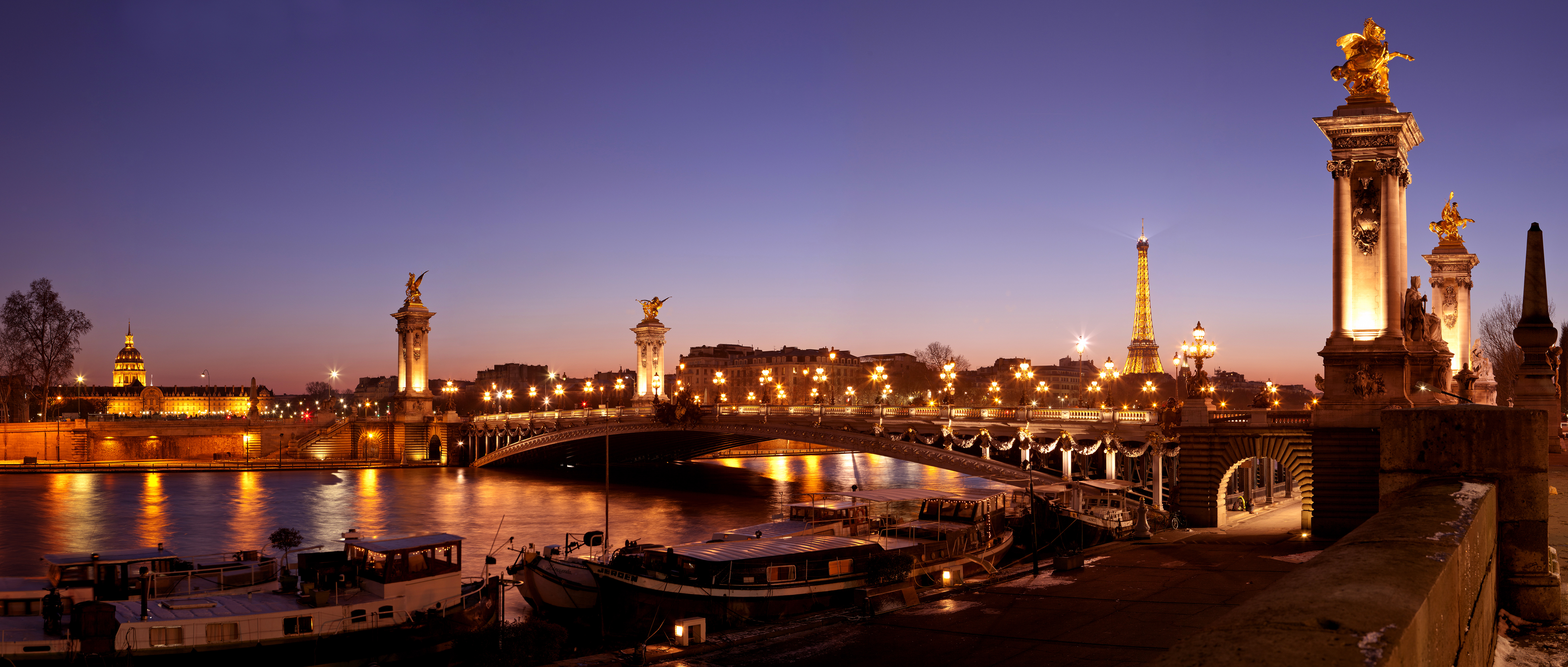